# Radziwiłł család

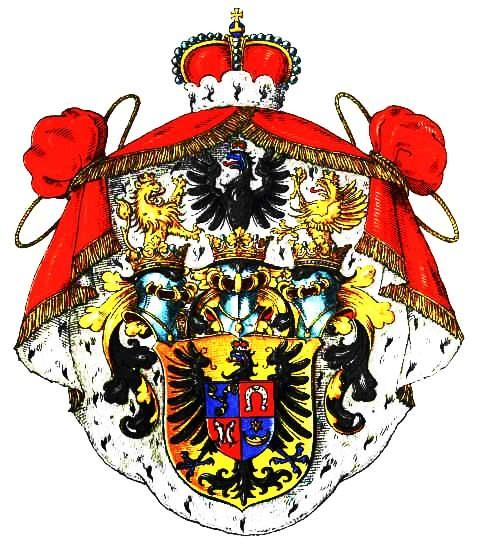
A Radziwiłł hercegi címer

A Radziwiłł család (litvánul Radvila, belarusz nyelven Радзівіл, németül Radziwill) litván, utóbb lengyel mágnáscsalád.
A litván Kristinas Astikas leszármazottai századokon keresztül fontos politikai szerepet játszottak először a Litván Nagyfejedelemségben, majd a Két Nemzet Köztársaságában és a Porosz Királyságban. A család a Német-római Birodalomban birodalmi hercegi (Reichsfürst) címet nyert.
A nyaszvizsi vár, amely a család tulajdonában állt a 16. század és 1939 között, a világörökség része.

## Neve és eredete
A Radziwiłł család az Astikai litván nemesi családtól ered. Első nevezetes tagja, Kristinas Astikas, Vitold litván nagyfejedelem bizalmasa, Vilnius várnagya lett. A Radvila  nevet először fia, Radvila Astikaitis és unokája, Mikalojus Radvilaitis használták. A legenda a név kialakulását egy farkasok által felnevelt (rado vilko) gyermekhez köti.

## Ágai

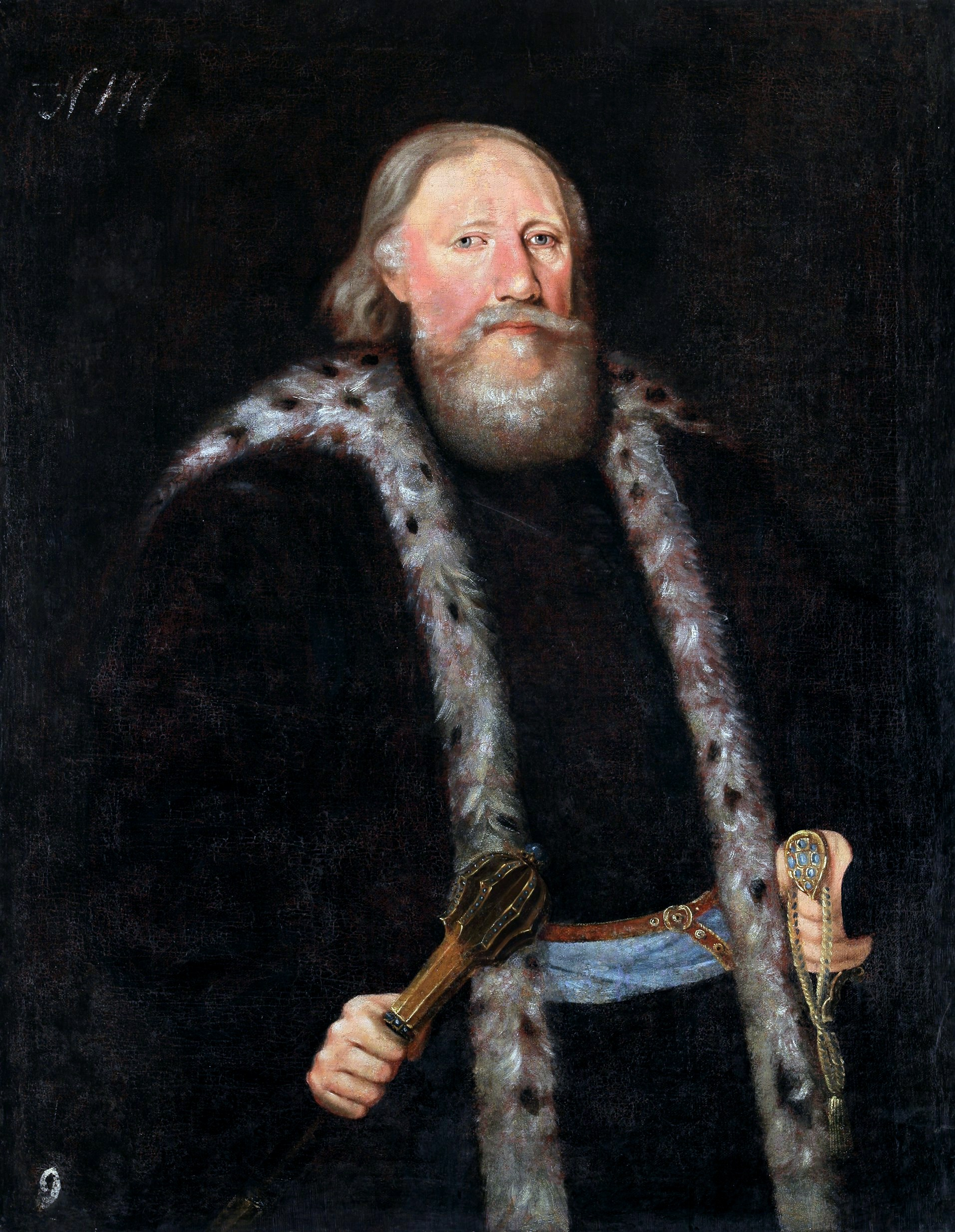
Mikalojus Radvilaitis

A család három ága Mikalojus Radvilaitis három fiától (II. Mikołaj, Jan és Jerzy) származik.
A Radziwiłł család ágai:
- Goniądz-Meteliai ág
- Biržai-Dubingiai ág
- Naszvizs-Kleck-Ołika ág

A Goniądz-Meteliai ág a következő nemzedékben kihalt, mert II. Mikołajnak csak egyetlen fia volt, III. Mikołaj, akit pappá szenteltek, így nem születtek gyermekei.
A Biržai-Dubingiai ágból származik néhány nevezetes tisztségviselő és politikus, de ez az ág is kihalt 1695-ben Ludwika Karolina Radziwiłł halálával.
A Nyaszvizs-Kleck-Olika ág alágakra osztódott a címek átörökítése érdekében. A 18. század óta minden családtag ennek az ágnak a leszármazottja. Az alágak őseinek "fekete" Mikołaj három fiát ("árva" Mikołaj Krzysztof, Albrycht és "kegyes" Stanisław) tartják. Az alágak:
- Nyaszvizs ág
- régi Kleck ág
- Olika ág

Feltehetőleg mind az Olika, mint a régi Kleck ág kihalt, előbbi 1656-ban, utóbbi 1690-ben. A Nyaszvizs ág egyik leszármazottjának, Dominik Hieronimnak a fia, Aleksander Dominik, a szülei házassága előtt született; tőle származik az úgynevezett galíciai ág, amely 1938-ban halt ki.
Az újabb Kleck ág őse Michał Hieronim és fia, Ludwik Mikolaj. Másik fia, Antoni Henryk az úgynevezett Ordynant ág őse. Az újabb Kleck ágból erednek a kevésbé rangos Szydłowiec, Połoneczka, Dziatłava, Berdychiv és Żyrmunów ágak. Az újabb Kleck ág napjainkban is él.
- Nyaszvizs ág
  - galíciai ág
- újabb Kleck ág
  - Ordynant ág
  - Szydłowiec-Połoneczka ág
  - Dziatłava-Berdychiv-Żyrmunów ág

## Címere és jelmondata
Kristinas Astikas, a Radziwiłł család őse, egyike volt azoknak a litván nemeseknek, akik az 1413-as horodłói uniót követően a Trąby címerhez csatlakoztak. Utóbb ez a címer lett a Radziwiłłek családi címere.
1518-ban a Habsburg–Jagelló házassági szerződés után I. Miksa német-római császár birodalmi herceggé,  Goniądz és Meteliai hercegévé tette Mikalojus Radvilaitis fiát, Mikołajt. Mikołaj Radziwiłł új címert is kapott: birodalmi hercegként egy fekete sast viseltek, amelynek a mellén egy pajzson a Traby címer állt más jelvényekkel együtt. A család jelmondata Bóg nam radzi (Tanácsot Isten ad nékünk).
1547-ben V. Károly német-római császár "fekete" Mikołajt és testvérét, Jant, Nyaszvizs és Olika örökös birodalmi hercegévé tette; unokatestvérük, a "vörös" Mikołaj pedig Biržai és Dubingiai birodalmi hercege lett. Ugyanebben az évben II. Zsigmond Ágost lengyel király feleségül vette Radziwiłł Barbarát, és 1549-ben megerősítette ezeket a címeket.

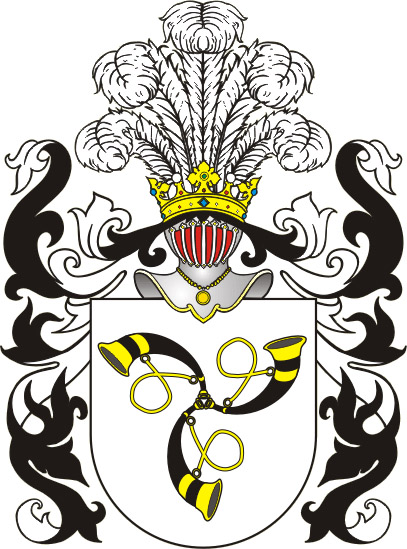
A Traby címer
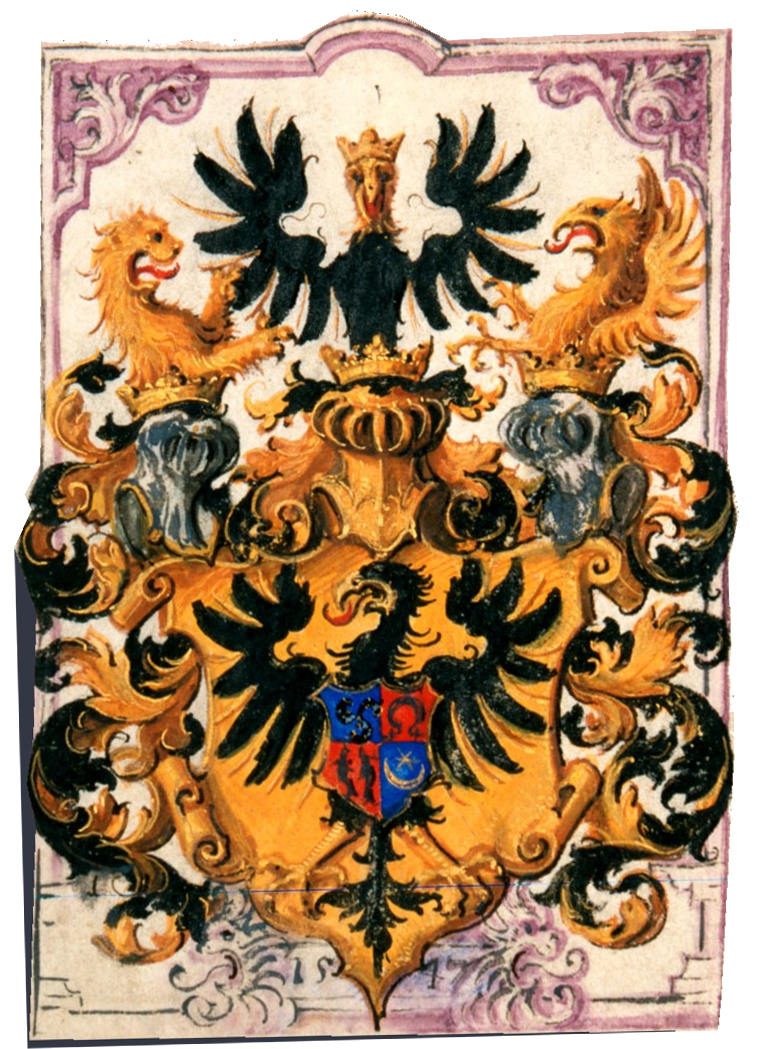
A német-római császáról 1547-ben kapott címer

## Vallás
A reformációt követően a család két ága kálvinistává lett. A Nyaszvizs–Kleck-Olika ág két nemzedéken át kálvinista maradt, mígnem a "fekete" Mikołaj gyermekei visszatértek a katolicizmushoz. A Biržai-Dubingiai ág protestáns maradt az ág kihalásáig.
Mind a "fekete", mind a "vörös" Mikołaj a protestáns hit támaszai voltak a Litván Nagyfejedelemségben. "Fekete" Mikołaj adatta ki 1564-ben az első lengyel nyelvű teljes Biblia-fordítást, amelyet "Radziwiłł Biblia" vagy breszti Biblia néven ismernek. 1565-ben bekövetkezett halála nagy veszteséget jelentett a litvániai protestantizmus számára. "Vörös" Mikołaj számos protestáns templom és iskola alapításával és a fenntartásukra szolgáló birtokadományokkal folytatta unokatestvére munkásságát.

## Művészetpártolás

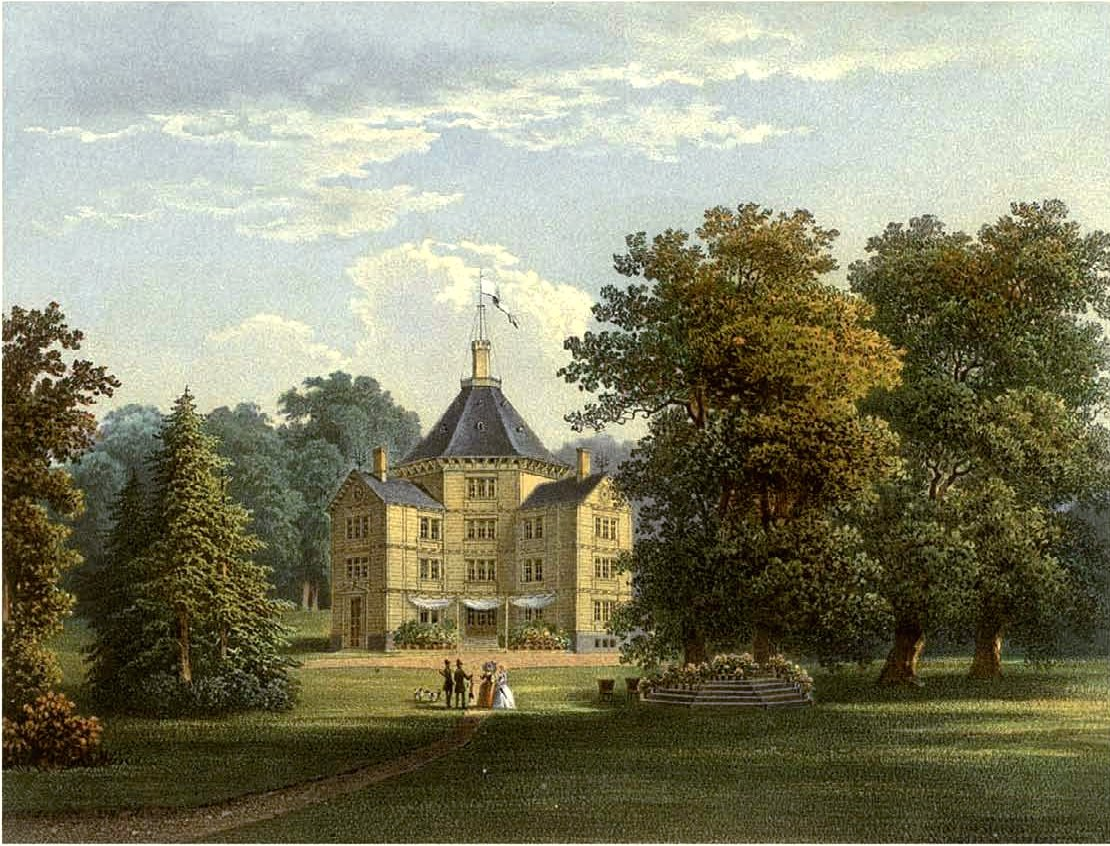
Az antonini Radziwiłł-kastély

Antoni Radziwiłł herceg zene- és művészetrajongó volt, és berlini épületeiben művészeti szalonokat alakított ki, ahol az arisztokraták művészekkel, festőkkel és zeneszerzőkkel találkozhattak. Gyakran műkedvelő színházi előadásoknak adott helyet.
Antoni Radziwiłłnek Antoninban volt egy vadászkastélya, amelyet Karl Friedrich Schinkel épített számára 1822-24-ben. Utóbb ideköltözött feleségével, Lujza porosz hercegnővel és két lányával. Antoni Radziwiłł maga is zeneszerző volt, és az antonini birtokát népszerű zenei szalonná alakította át, ahol Niccolò Paganini, Johann Wolfgang von Goethe, Frédéric Chopin és Ludwig van Beethoven is megfordultak. Antoninban tartózkodása alatt Chopin zeneórákat adott Antoni Radziwiłł Wanda nevű lányának, és itt komponálta zongoratrióját és egyik polonézét. Antoni Radziwiłł anyagilag is támogatott egyes művészeket, köztük Chopint.

## Kastélyok
Az évszázadok során a Radziwiłł családnak 23 palotája volt, a legfontosabbak ezek közül a nyaszvizsi, olikai, miri, biržai-i, varsói, nieborówi, dubingiai-i, lubcsai, vilniusi, berlini.

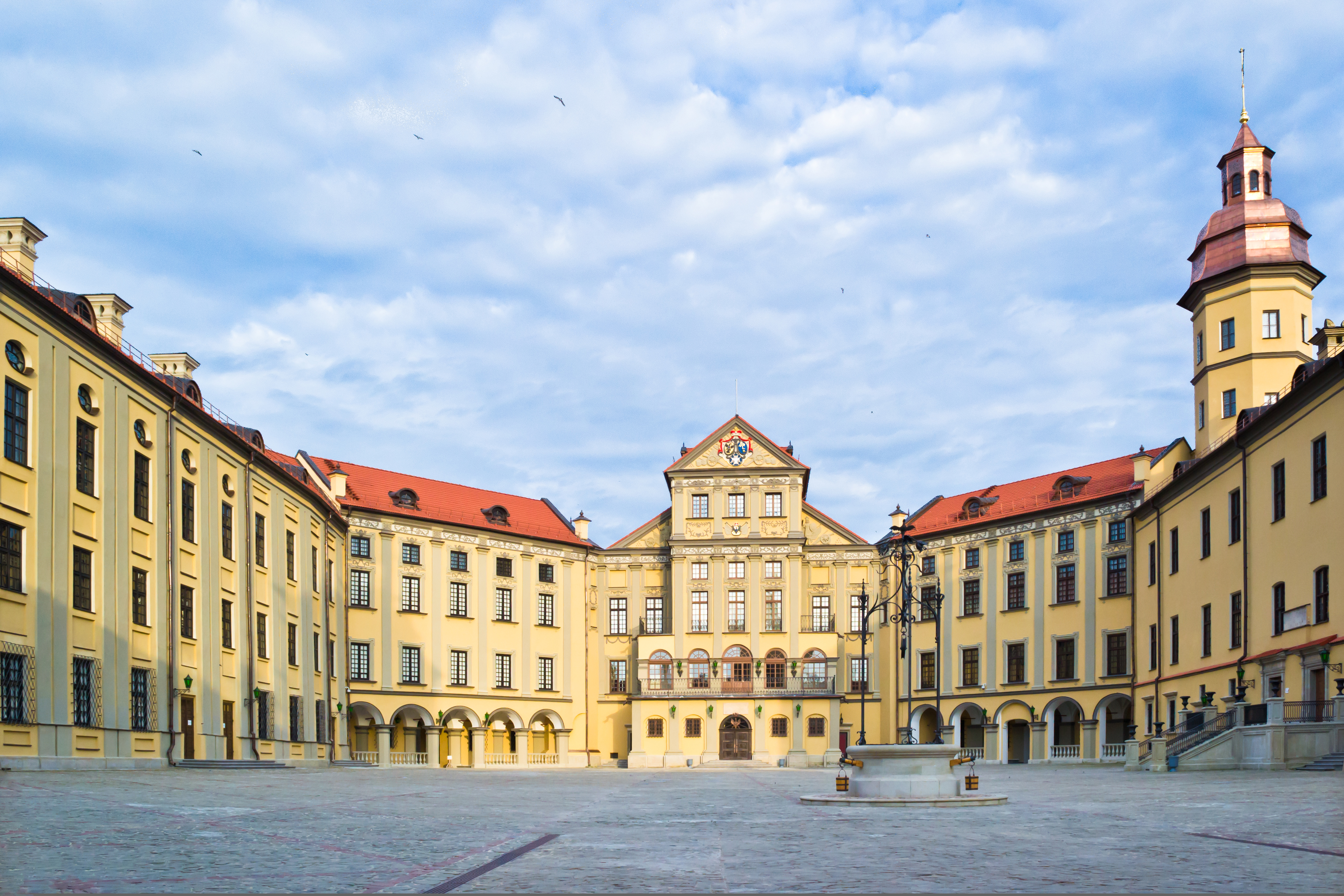
Nyaszvizs
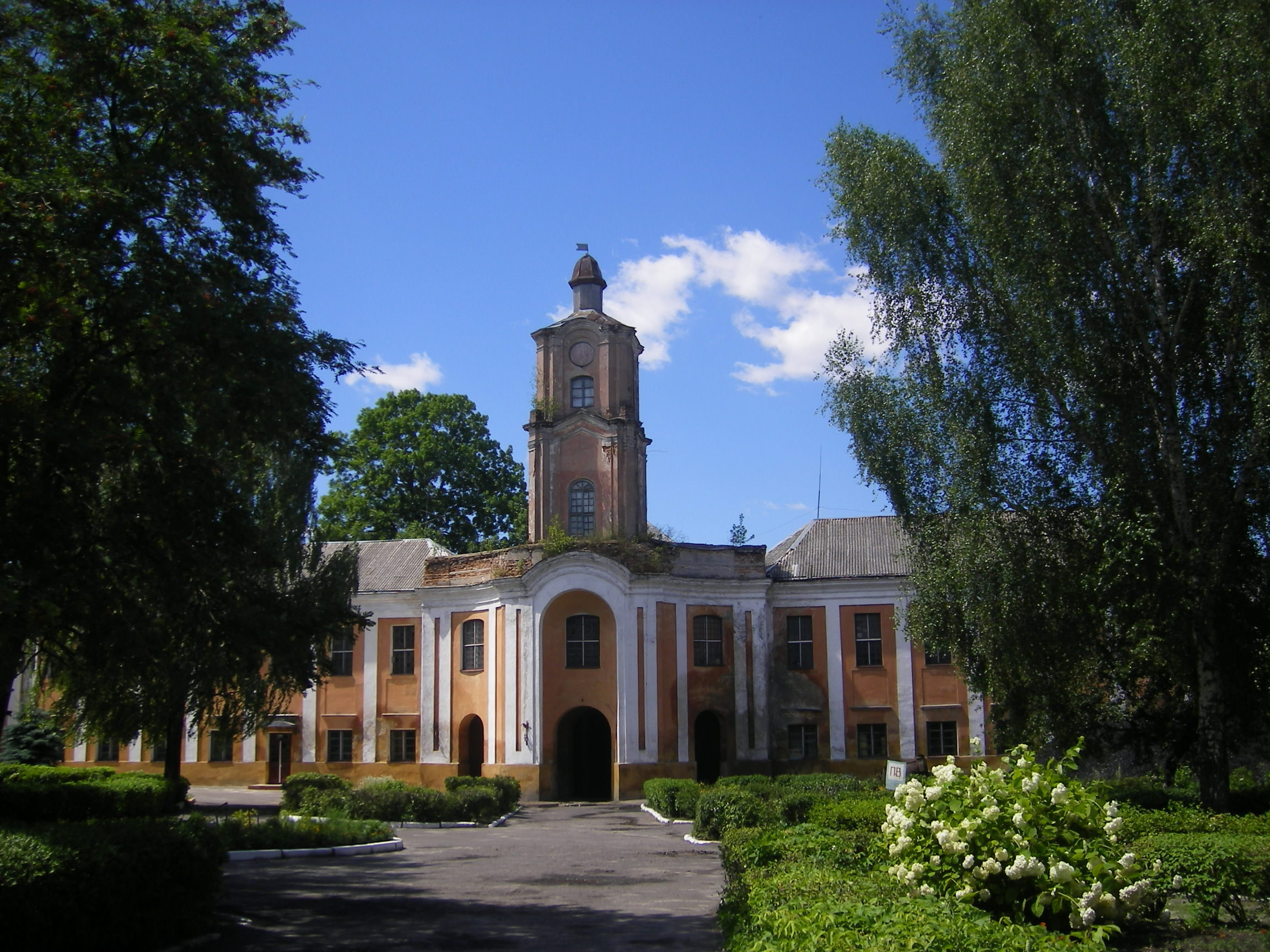
Olika
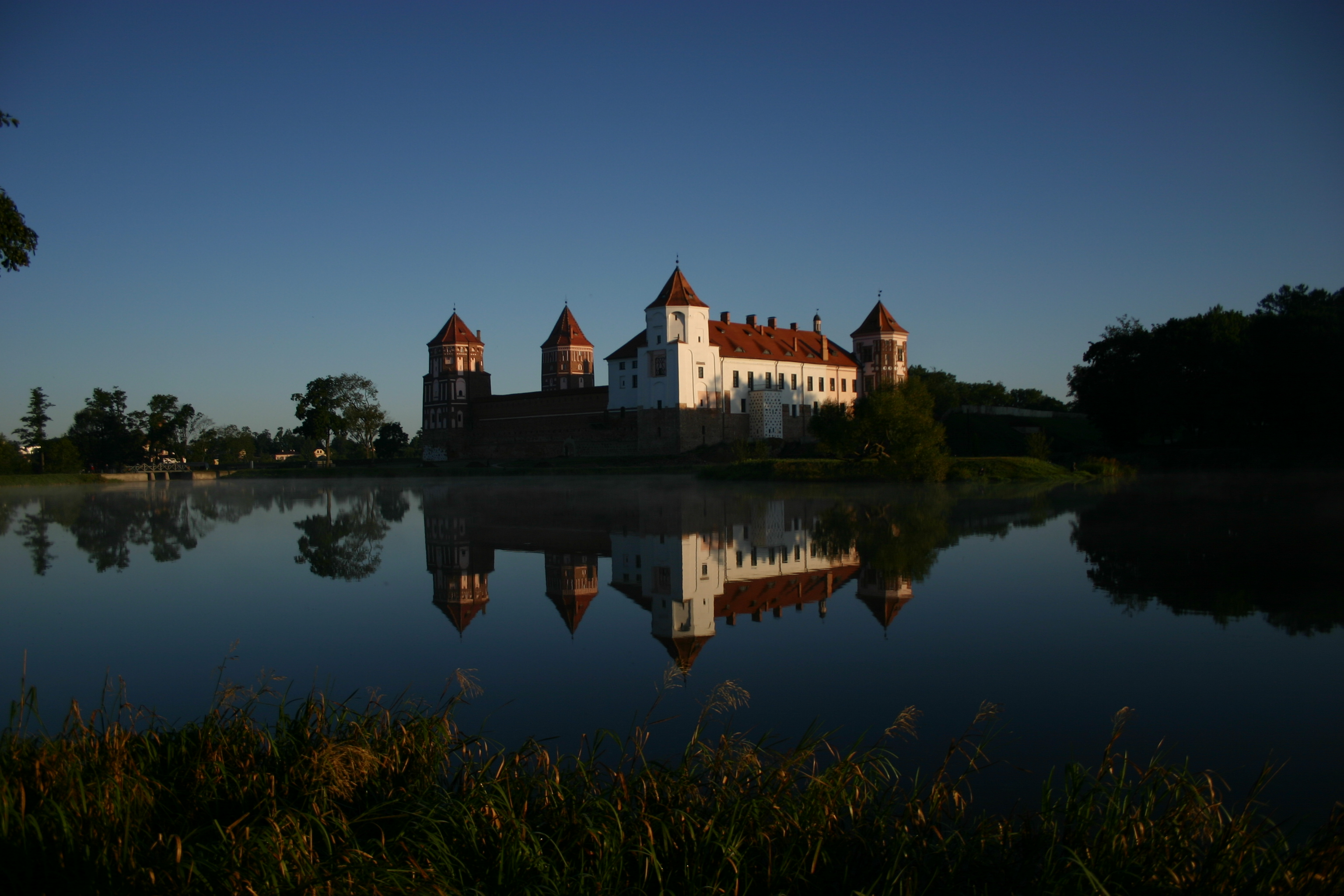
Mir
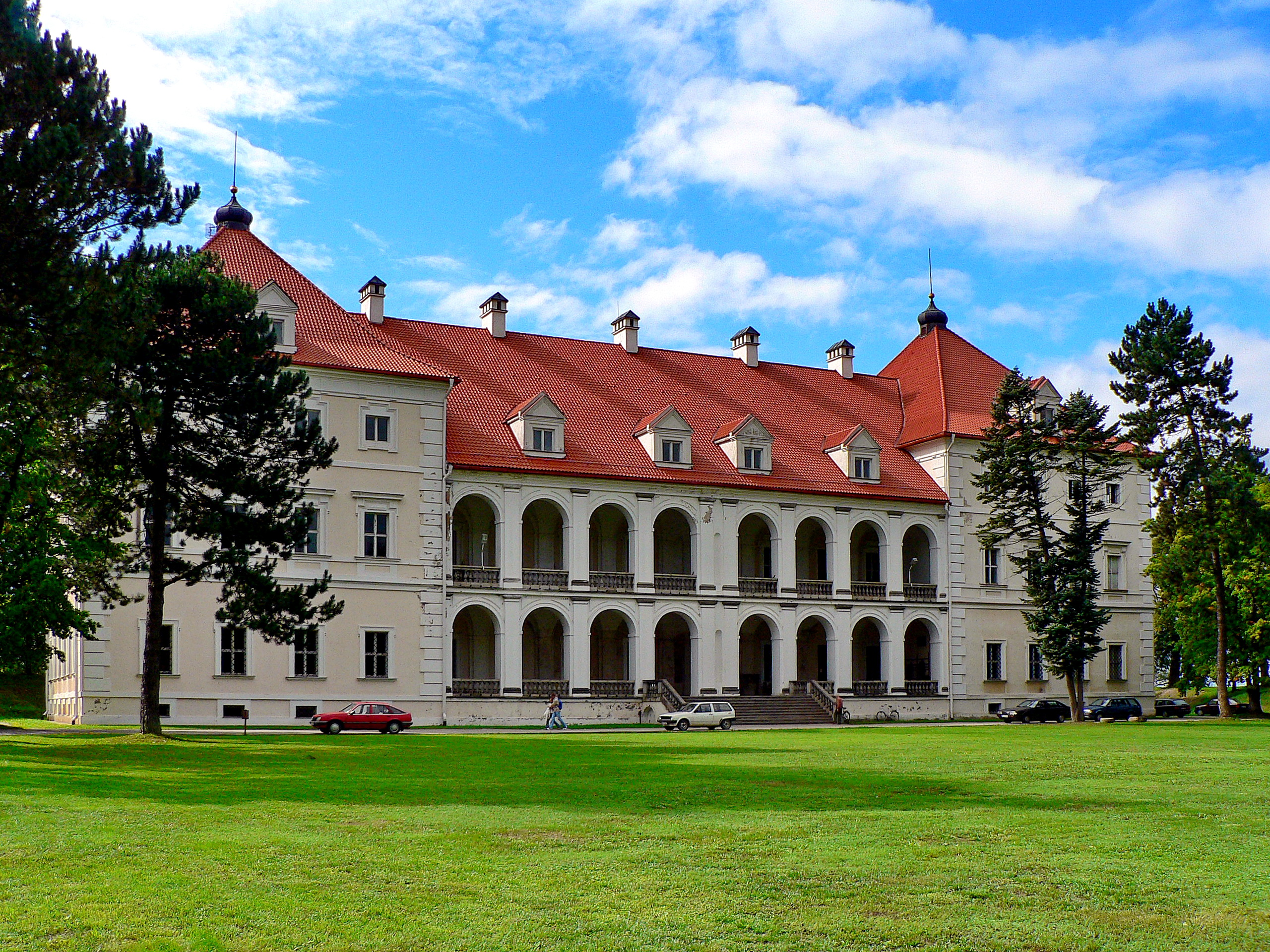
Biržai
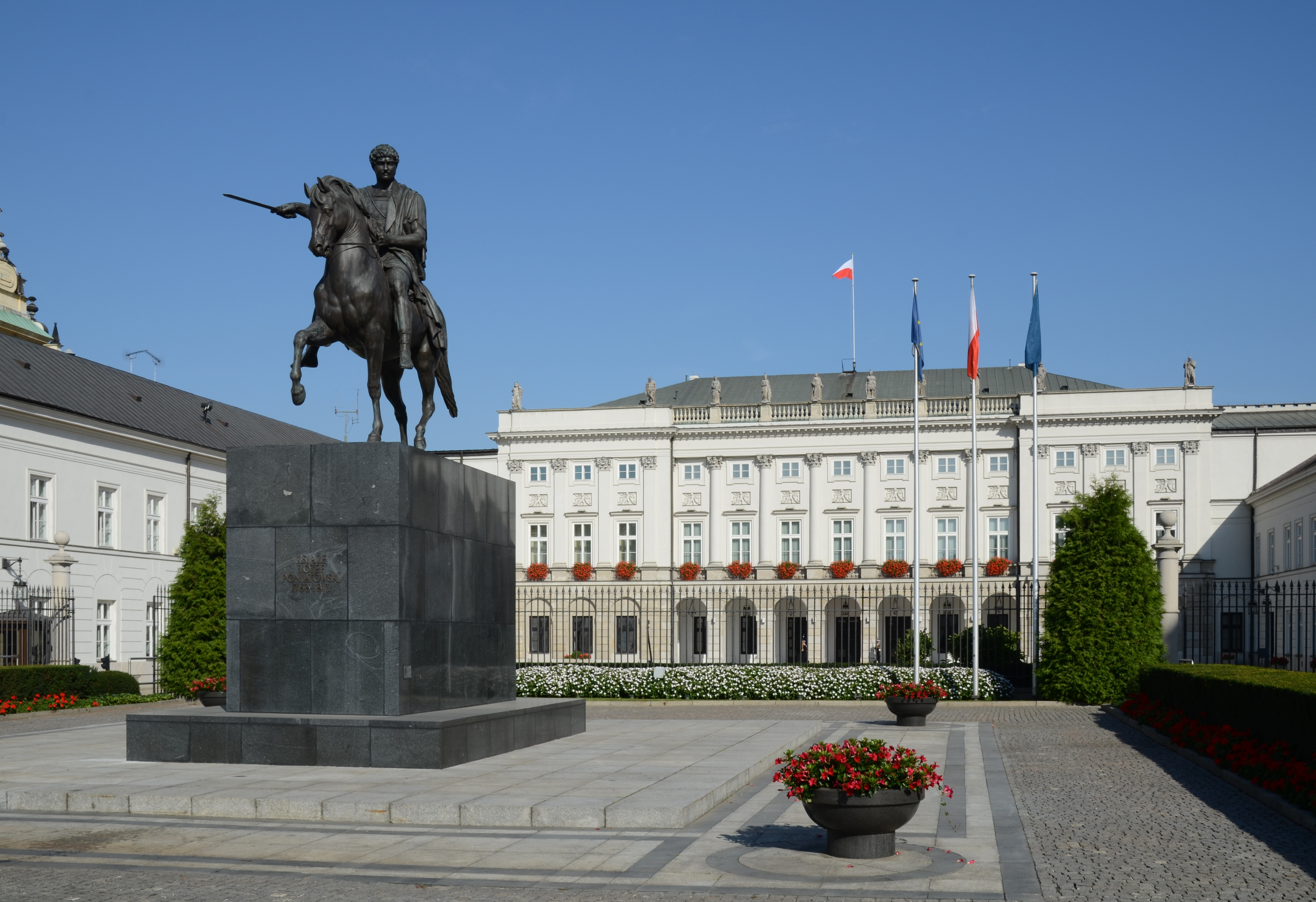
Varsó
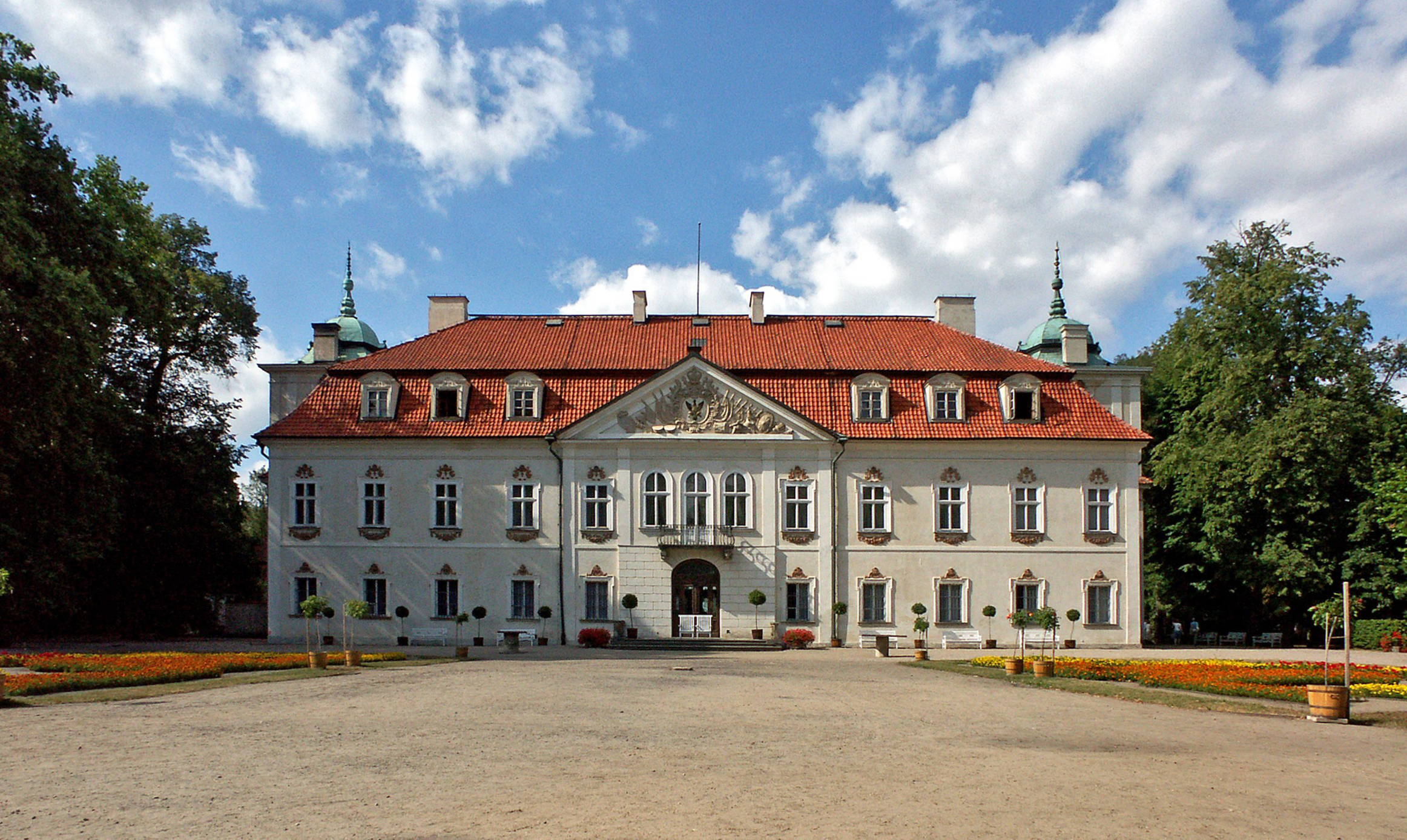
Nieborów
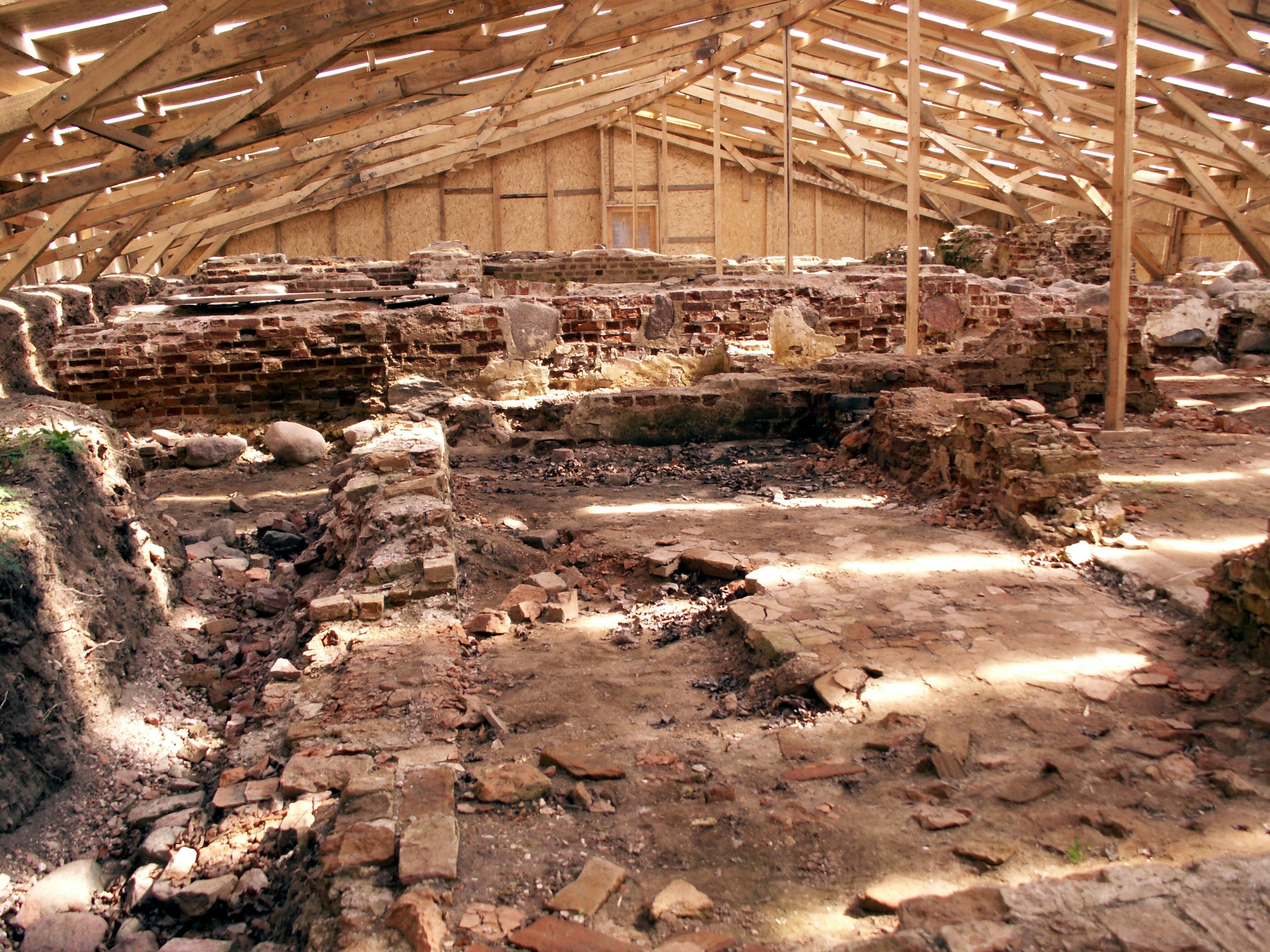
Dubingiai (romokban)
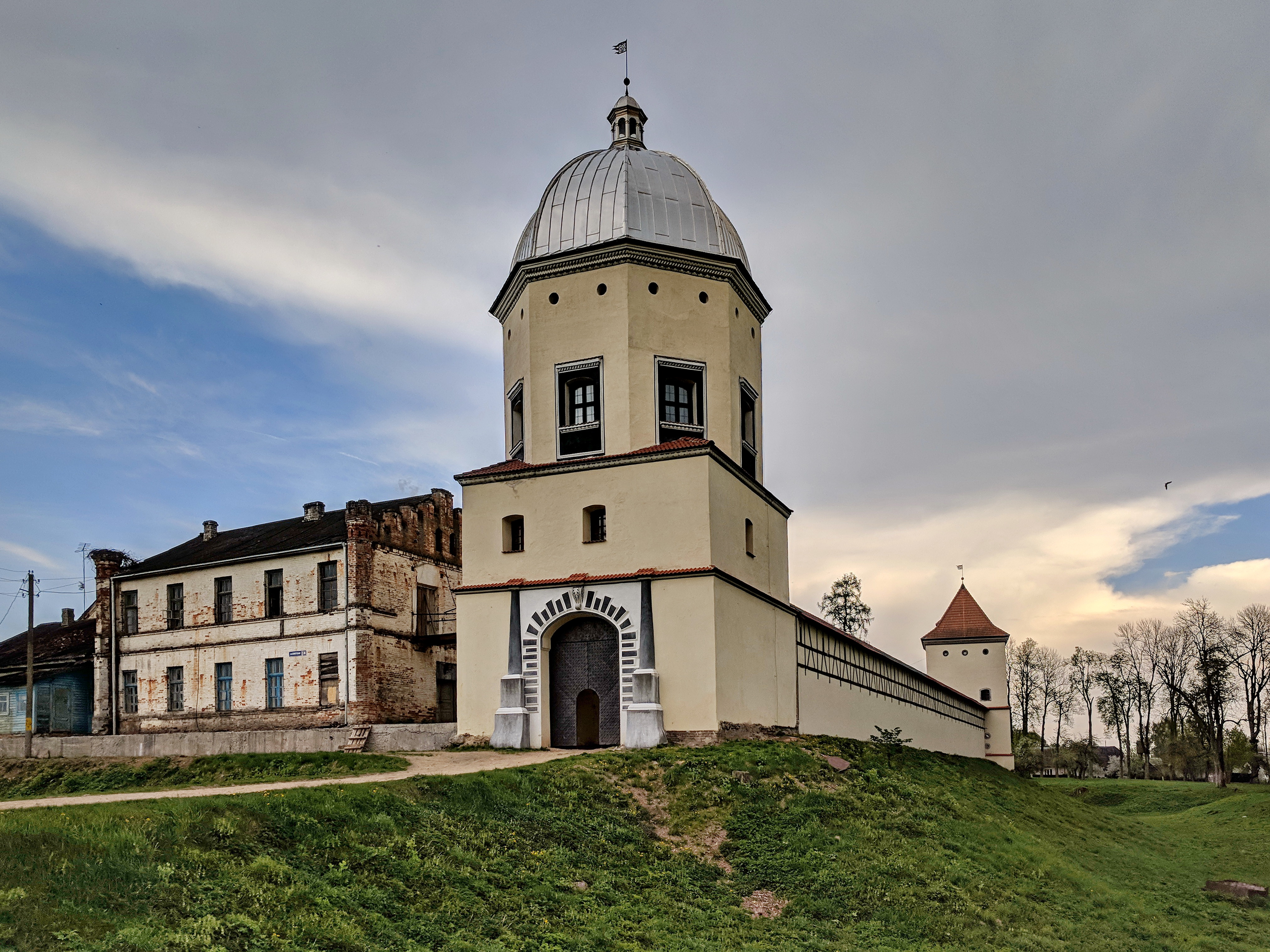
Lubcsa
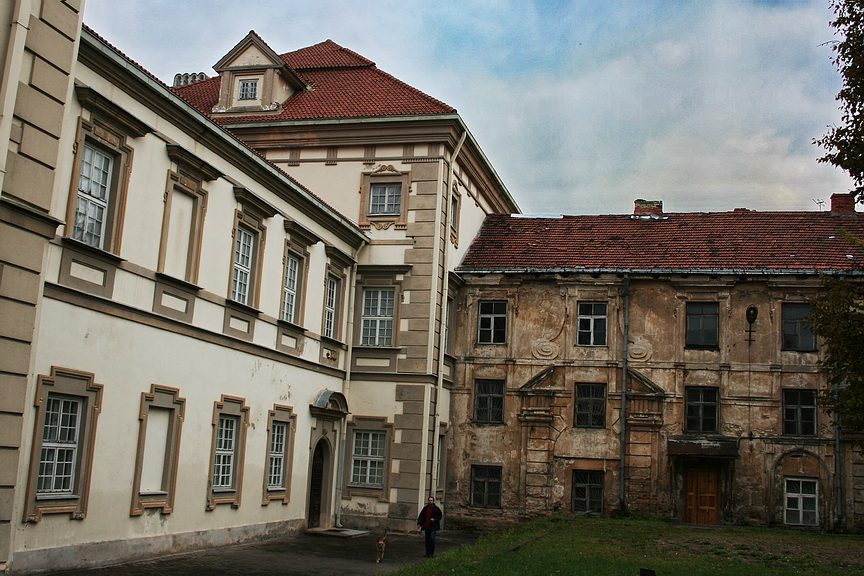
Vilnius
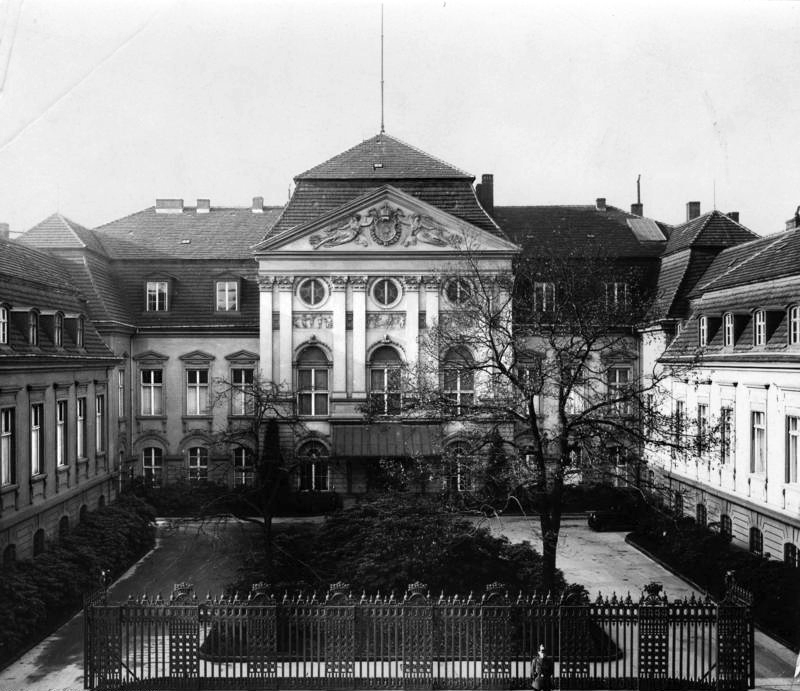
Berlin (megsemmisült)

## Magyar vonatkozások
- A huszadik század elején többször járt Magyarországon Alexander Radziwiłł herceg, aki Tarnówban a Lengyel-Magyar Egyesület elnöke volt.[15] Ilyen esemény volt a Bem József-emléktábla avatása.
- A Czartoryski és Radziwiłł családoknak állít emléket az 1926-ban bemutatott Chopin c. magyar operett.

## Fordítás
- Ez a szócikk részben vagy egészben  a   Radziwiłł family című angol Wikipédia-szócikk ezen változatának fordításán alapul.  Az eredeti cikk szerkesztőit annak laptörténete sorolja fel. Ez a jelzés csupán a megfogalmazás eredetét és a szerzői jogokat jelzi, nem szolgál a cikkben szereplő információk forrásmegjelöléseként.